# 10526 Ginkogino
10526 Ginkogino là một tiểu hành tinh vành đai chính với chu kỳ quỹ đạo là 1236.8579123 ngày (3.39 năm).
Nó được phát hiện ngày 19 tháng 10 năm 1990.